# サンディー・ホーリー
デズモンド・サンフォード・"サンディー"・ホーリー（英語: Desmond Sandford "Sandy" Hawley、1949年4月16日 - ）は、カナダ・オンタリオ州オシャワ出身の騎手である。配偶者は、日本人で元騎手の土屋薫（Kaoru Tsuchiya)。おもにカナダとアメリカ合衆国で競走生活を送り、その両国で殿堂入りを果たしている。

## 略歴
カナダオンタリオ州オシャワ出身。1968年にカナダのオンタリオ州ウッドバイン競馬場で初騎乗し、10月14日に同競馬場でフライアローンという馬で初勝利を挙げた。以来顕著な成績を収め、翌年1969年にはエクリプス賞最優秀見習騎手を受賞、さらに1970・1972・1973・1976年には最優秀騎手として選出されている。また、1973年と1976年にロウ・マーシュトロフィーを受賞、1976年にはジョージ・ウルフ記念賞も受賞した。
1973年には1年間で515勝を挙げ、それまでウィリー・シューメーカーが、26年間保持していた世界年間最多勝利数485勝の記録を破った。また、1976年にはアメリカ合衆国年間獲得賞金の記録を破っている。1978年カナダの国民栄誉賞にあたるカナダ勲章を受賞。1986年にはカナダ競馬殿堂に選出され、1992年にはアメリカ競馬殿堂入りも果たしている。
30年間の騎乗で31,456戦6,450勝を挙げ、1998年10月に引退した。

## 主な騎乗馬
- ランジョルール L'Enjoleur
- ファンフルルーシュ Fanfreluche
- ユース Youth
- ゴールデンアクト Golden Act
- ケネディロード Kennedy Road
- ダリア Dahlia
- エンシェントタイトル Ancient Title

## 主な重賞勝利レース
- アラバマステークス (1970)
- クイーンズプレート (1970, 1971, 1975, 1978)
- プリンスオブウェールズステークス (1970 & 1975)
- ホイットニーハンデキャップ (1975)
- ワシントンDCインターナショナル (1975 & 1976)
- スポーツペイジブリーダーズカップハンデキャップ (1976)
- カナディアンインターナショナルステークス (1976 & 1979)
- マンノウォーステークス (1977)
- サンフェリペステークス (1977, 1979, 1984)
- ブリーダーズステークス (1972, 1976, 1979, 1988)
- ハリウッドゴールドカップ (1981)
- ハリウッドフューチュリティ (1983)
- レーンズエンドフューチュリティ (1986)
- スピンスターステークス (1986)
- アッシュランドステークス (1987)
- ジャマイカハンデキャップ (1989)